# شانه‌موش برگ
شانه‌موش برگ (نام علمی: Ctenomys bergi) نام یک گونه از سرده شانه‌موش است.